# Pueblo Bonito

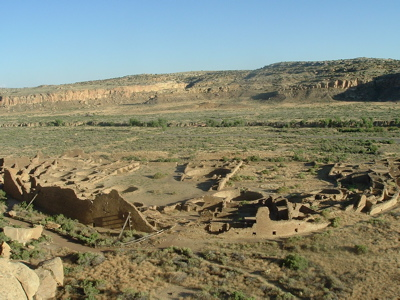
Pueblo Bonito, una Grande Casa Chacoana

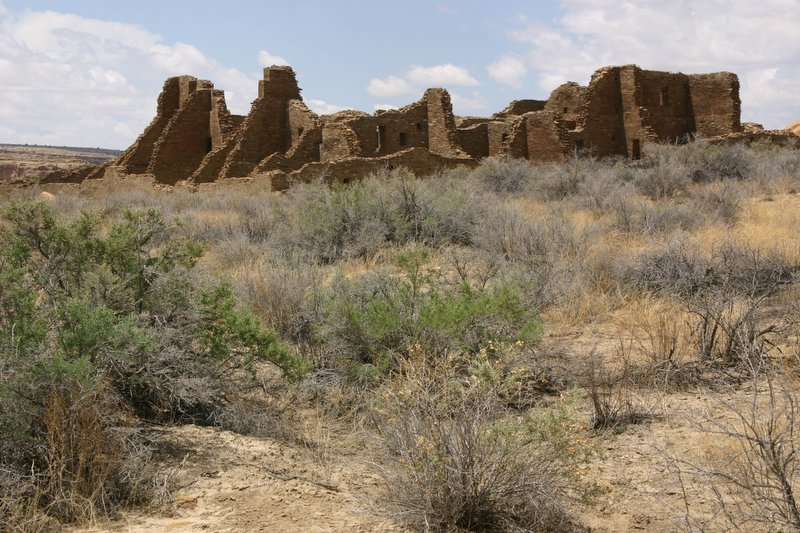
Arrivo a Pueblo Bonito da est

Pueblo Bonito, la più grande e famosa Grande Casa del Parco nazionale storico della cultura Chaco, situata nel Nuovo Messico, fu costruita dagli antichi puebloani ed occupata tra l'828 ed il 1126.
Nel gennaio 1941 collassò una parte del canyon noto come Threatening Rock (roccia minacciosa), o tse biyaa anii'ahi in lingua navajo, distruggendo alcune delle strutture del muro posteriore ed alcune stanze. Sembra che i fondatori di Pueblo Bonito fossero ben consapevoli di questa minaccia. In ogni caso decisero di costruirlo sotto alla roccia pericolante, sospesa a circa 35 metri d'altezza pesante circa 30 000 tonnellate, limitandosi a costruire una struttura di rinforzo per la lastra.
Nel 2009 si annunciò di aver trovato nei cocci di ceramica di Pueblo Bonito tracce di cacao proveniente da almeno 1800 km dal Messico. Fu la prima dimostrazione che il cacao, importante nei vari rituali, giunse negli attuali Stati Uniti ben prima degli spagnoli, arrivati attorno al 1500. Le giare cilindriche in ceramica, comuni in America centrale, erano già state rinvenute, anche se in numero limitato. A Pueblo Bonito furono trovate 111 giare in una delle circa 800 stanze del pueblo.

## Scoperta
Il tenente dell'esercito statunitense James Hervey Simpson e Carravahal, la guida di Simpson originaria del pueblo di San Juan, giunsero la prima volta nel Chaco Canyon durante una spedizione militare nel 1849. Esaminarono velocemente otto grandi rovine del Chaco Canyon, compreso Pueblo Bonito, chiamato bel villaggio in spagnolo da Carravahal. Alla fine della spedizione Simpson pubblicò la prima descrizione del canyon nel suo rapporto militare, allegando disegni effettuati dall'artista R. H. Kern che aveva partecipato al viaggio.
Il rancher Richard Wetherill e lo studente di storia naturale George Hubbard Pepper dell'American Museum of Natural History iniziarono gli scavi a Pueblo Bonito nel 1896, completandoli nel 1900. Questi lavori erano finanziati da B. Talbot Hyde e Frederick E. Hyde, Jr. di New York, filantropi e collezionisti. In questi anni i due scavarono 190 stanze mappando tutte le principali strutture del canyon. Gli Hyde donarono la grande collezione di artefatti all'American Museum of Natural History. Dopo gli scavi, Wetherill decise di prendere personalmente il controllo di parti del Chaco Canyon, compresi, Chetro Ketl e Pueblo Del Arroyo. Compilò la richiesta per queste rovine, richiesta che fu annullata dal General Land Office nel 1904 quando il governo federale prese formalmente possesso di queste terre. A Wetherill fu chiesto di interrompere gli scavi sulla proprietà federale, ma continuò a gestire una stazione di posta nel Chaco Canyon fino alla morte avvenuta nel 1910.

## Descrizione
Pueblo Bonito è diviso in due parti da un muro allineato con precisione che corre sulla direttiva da nord a sud tagliando la piazza centrale. Un Grande Kiva è posizionato su ogni lato del muro, creando una struttura simmetrica comune a molte Grandi Case. Oltre ai grandi kiva, esistono oltre trenta kiva o strutture cerimoniali, molte delle quali associate a grandi cortili centrali. Gli interni abitabili sono molto larghi rispetto agli standard del tempo degli antichi pueblo.
Il sito copre un'area di quasi 8000 m², e comprende almeno 650 stanze, con stime che potrebbero il loro numero fino a 800. In alcune parti del villaggio gli edifici raggiungono i quattro o cinque piani di altezza. Durante le ultime fasi di costruzione, alcune delle stanze ai piani inferiori furono riempite con detriti per sopportare meglio il peso della struttura. L'uso fatto dai costruttori di strutture multi-livello ha portato all'uso di mura spesse fino ad un metro.
Le stime degli archeologi riguardo alla popolazione presente sono variate nel tempo. All'inizio del XX secolo queste strutture erano considerate delle piccole città, con le persone che abitavano ogni singola stanza. Da questo punto di vista Pueblo Bonito avrebbe potuto ospitare molte migliaia di abitanti nel periodo di massima espansione. Analisi più recenti hanno abbassato il totale a meno di 800, soprattutto a causa del basso numero di focolari utilizzabili nelle rovine. Un'altra analisi, basata sull'architettura, stima la popolazione in numero ancora minore, con sole 12 case e circa 70 persone al suo picco. Queste stanze abitate tendono a concentrarsi al piano terra, nei pressi della piazza centrale, e sono legate ad una serie di stanze che penetrano in profondità nella struttura. Le stanze erano collegate da una serie di porte interne, alcune delle quali a forma di T. Una famiglia potrebbe aver abitato dai 3 ai 4 locali, con molti altri spazi interni usati come magazzino. Generalmente non c'era accesso esterno a parte il cortile centrale.
Può darsi che Pueblo Bonito non fosse né un villaggio né una città. Nonostante abbia una dimensione adatta per ospitare una popolazione considerevole, l'ambiente non era ideale per la sopravvivenza di molte persone. Gli scavi non hanno portato alla luce depositi di rifiuti tali da indicare la presenza di aree residenziali. Si crede che Pueblo Bonito non fosse altro che un centro religioso o rituale. Questo non viene solo dimostrato dall'esistenza dei kiva (spesso non usati per i rituali) ma anche dalla costruzione del sito e dei suoi legami con altri siti del Chaco Canyon.
Questo sito ci permette di capire il livello cui erano giunti gli Anasazi nella comprensione dei cicli solare e lunare. Questi cicli sono segnati con petroglifi sulle pareti rocciose della zona e nell'architettura stessa di Pueblo Bonito.
L'analisi del suolo ha permesso di scoprire che, al tempo in cui Pueblo Bonito fu fondato, il Chaco Canyon e le aree circostanti erano piene di alberi quali la pinus ponderosa. Prove dell'esistenza di questi alberi possono essere trovate nella strutture di Pueblo Bonito, come ad esempio per le strutture di supporto del primo piano. Gli scienziati hanno ipotizzato che mentre il pueblo era abitato, la valle fu ripulita da quasi tutti gli alberi per produrre materiale edilizio e combustibile. Questo, unito ad un periodo di siccità, portò al crollo della quantità d'acqua della valle, rendendo sterile il terreno. Questo spiega per quale motivo Pueblo Bonito fu abitato solo per 300 anni, ed è un ottimo esempio del fatto che il diboscamento può causare gravi problemi all'ecosistema locale. Gli Anasazi, non più in grado di coltivare i raccolti per mantenere la popolazione, dovettero spostarsi.

## Arte rupestre
Dietro a Pueblo Bonito si trova una serie di incisioni rupestri che raffigurano un piede a sei dita, elemento ritrovato anche in altre arti degli antichi pueblo. Queste immagini furono disegnate alla fine del 900 o all'inizio del 1000.